# Hut ab, wenn du küsst!
Hut ab, wenn du küsst! ist ein deutscher Spielfilm der DEFA von Rolf Losansky aus dem Jahr 1971.

## Handlung
Fred ist Ingenieur im VEB Fahrzeugwerk Waltershausen, war an der Entwicklung eines neuen Nutzfahrzeugs der Marke Multicar beteiligt und soll während der Leipziger Messe als Berater und Testfahrer zur Verfügung stehen. Seine Freundin Petra ist Automechanikerin, die während der Messe das Personal einer Autowerkstatt in Leipzig verstärken soll. Als Fred sie in ihrer Werkstatt mit dem LKW abholen will, auf dem die Ausstellungsfahrzeuge geladen sind, um sie mitzunehmen, ist sie noch mit der Reparatur eines großen Straßenkreuzers beschäftigt. Der Besitzer ist ein Konsul aus „Pyronien“, dessen Fahrer und Neffe Juan von der weiblichen Automechanikerin, die auch noch fließend Spanisch spricht, sehr angetan ist. Die beiden sind auf dem Weg zur Leipziger Messe, um dort Geschäfte mit der Fahrzeugindustrie der DDR zu machen. Doch dann wollen Fred und Petra sich endlich auf den Weg nach Leipzig begeben, aber nicht bevor Petra das schöne weiße Kleid, inklusive Hut, welches ihr von Fred gekauft wurde, angezogen hat. Dieses wird aber umgehend von einem vorbeifahrenden Auto wieder verschmutzt, doch ein mobiles Reinigungsunternehmen nimmt sich des Problems an. Aber vorerst muss Petra erst einmal wieder ihre Schlossermontur tragen.
Fred ist ein Mann der alten Ansichten. Eine Frau hat keinen „Männerberuf“ zu ergreifen und hat immer schön auszusehen. Das ist nun mal mit Arbeitskleidung und ölverschmierten Händen nicht möglich. Deshalb gibt es zwischen den beiden auch immer wieder Streit, so auch während der Autofahrt. Dieser steigert sich darin, dass Petra bei einem Halt das Auto wütend verlässt. Doch eine Weiterreise per Anhalter ist in ihrem Aufzug nicht möglich, denn keiner hält an. Das ändert sich erst, als das bereits bekannte mobile Reinigungsunternehmen eintrifft und sie ihr schönes Kleid wieder anziehen kann. Natürlich ist das erste Auto, welches danach anhält, der Straßenkreuzer mit den beiden bereits bekannten Herren. Nur Petra wird in ihrem Kleid von diesen nicht erkannt. In Leipzig angekommen, checken sie im Hotel Deutschland ein und besorgen auch für sie ein Einzelzimmer. Nachdem sich ihre Identität geklärt hat, wird sie auch gleich als Dolmetscherin engagiert. Natürlich auch, weil Juan ein Auge auf sie geworfen hat.
Während der Verhandlungen auf der Messe gewinnt Petra mit ihrem Charme immer mehr Verehrer, dazu gehören auch Freds Kollege Dr. Schramm und Direktor Waltershausen. Fred schäumt vor Eifersucht und lässt fast eine Testfahrt platzen. Erst recht problematisch wird es, als sie von den beteiligten Männern, einzeln zu verschiedenen Treffen eingeladen wird. Doch Petra meistert die Situationen, denn sie liebt ja nur ihren Fred, dieser merkt es dann endlich auch und die Geschichte nimmt ein glückliches Ende.

## Produktion
Hut ab, wenn du küsst! wurde von der Künstlerischen Arbeitsgruppe „Johannisthal“ unter dem Arbeitstitel Des Widerspenstigen Zähmung auf ORWO-Color gedreht und hatte seine Uraufführung am 30. September 1971 im Berliner Kino Colosseum. Im 2. Programm des Fernsehens der DDR wurde der Film am 27. Dezember 1972 gezeigt.
Der größte Teil der Aufnahmen wurden in Leipzig gedreht, so unter anderen auf und vor der Alten Messe, vor und im Hotel Deutschland am Augustusplatz und innerhalb des Innenstadtrings mit dem Markt und dem Alten Rathaus.
Das Szenarium stammt von Maurycy Janowski und für die Dramaturgie war Dieter Scharfenberg verantwortlich.

## Kritik
Im Neuen Deutschland stellte Horst Knietzsch fest, dass es dem ganzen Kinostück vor allem an Wirklichkeitsnähe, derer heiteren Widerspiegelung sowie einer tragfähigen Fabel mit angemessenen Konflikten fehlt. Die Kritik will dem Zuschauer diesen Film nicht vermiesen. Es wäre gut, wenn sich dieses Lustspiel viele ansehen. Aber nicht, um nur zu der Frage zu gelangen, warum man ihn produziert hat.
Helmut Ullrich schreibt in der Neuen Zeit, dass es sich bei dem gezeigten Humor, trotz dankbaren Themas, eigentlich nur um Klamottenspäße handelt, die zumeist recht dürftig, müde und verkrampft anmuten.
Das Lexikon des internationalen Films nennt den Film ein langweiliges Lustspiel ohne Charme und Esprit.